# Nine tomorrows
Nine tomorrows: Tales of the Near Future (1959) és un recull de nou contes i dos poemes de ciència-ficció d'Isaac Asimov, amb històries escrites originalment durant els anys cinquanta, dècada prodigiosa per a l'autor i durant la qual es va guanyar a pols la fama que l'ha acompanyat des d'aleshores com a escriptor de ciència-ficció. Les històries de Nine tomorrows exploren tot l'espectre de temes del gènere d'intriga de ciència-ficció: la investigació científica, els ordinadors, les professions lligades a les noves tecnologies, visions del futur proper i del futur llunyà… i hi són tractats amb la lucidesa característica d'Asimov. Tant els nou relats com els dos poemes van ser publicats originalment en revistes de ciència-ficció i fantasia entre 1956 i 1958, amb l'excepció de Rejection Slips, que es va incloure al recull de 1959. La recull és especialment cèlebre pels seus dos últims relats, The Last Question, una faula en què l'autor es pregunta si es pot revertir l'entropia de l'univers, i The Ugly Little Boy, que tracta d'un nen neandertal que és portat al futur mitjançant el viatge en el temps. El llibre va ser traduït al català per Josep Sampere el 1996 amb el títol de Relats d'un futur proper, que inclou només set dels nou relats i prescindeix dels dos poemes.

## Relats
- I Just Make Them Up, See! (poema)
- Profession (La professió)
- The Feeling of Power (Sensació de poder)
- The Dying Night (Quan mor la nit)
- I'm in Marsport Without Hilda (Sóc a Port de Mart sense Hilda)
- The Gentle Vultures (Voltors gentils)
- All the Troubles of the World (Tots els mals del món)
- Spell My Name with an S (El meu nom s'escriu amb essa)
- The Last Question
- The Ugly Little Boy
- Rejection Slips (poema)

## Recepció
El crític Floyd C. Gale va puntuar el llibre amb quatre de cinc estrelles, afirmant que «pocs autors poden presumir del gran nivell d'excel·lència [d'Asimov]», i va seleccionar els relats Profession and The Ugly Little Boy com els millors del recull.